# Гемиолика
Гемио́лика (от др.-греч. ἡμιόλιος — полуторный) в музыке — интервальный род, содержащий интервал полуторатона (trihemitonium), или полудитона (semiditonus), или увеличенной секунды. Термин введён Холоповым во избежание спутывания этого интервального рода с хроматикой в её послеантичном европейском понимании.

## Краткая характеристика
Ладовые звукоряды с увеличенной секундой (или двумя увеличенными секундами) типичны для традиционной венгерской (т.наз. «цыганская гамма»), болгарской, испанской и арабской музыки, гармонического минора и гармонического мажора, традиционной музыки в странах Востока, народов Закарпатья и т. д.
Звукоряды гемиольных модальных ладов не есть простое хроматическое усложнение диатоники (неправильно в отношении такой системы употреблять термин «условная диатоника»). К таким ладам вообще неприменимо понятие альтерации, так как это лады натуральные по своей сути, то есть каждая ступень гемиольного звукоряда обладает автономной модальной функцией.
Гемиолика — распространённый модализм в тональной музыке XIX века. Чаще всего композиторы использовали её для ориентального колорита и тому подобной условной «экзотики», типичный пример — оргиастические танцы филистимлян («Вакханалия») в опере «Самсон и Далила» К. Сен-Санса. Примеры гемиолики в русской музыке: «Сеча при Керженце» (гемиольная интерпретация диатонической «Песни про татарский полон») Н. А. Римского-Корсакова, романс «Не пой, красавица, при мне» М. А. Балакирева. Разновидность гемиольного модального лада — доминантовый, или андалусийский лад, в основе которого лежит октавный звукоряд с двумя полуторатонами, например, d-es-fis-g-a-b-cis'-d'; примеры использования: Антракт к IV акту из оперы Бизе «Кармен», фантазия для фортепиано с оркестром «Африка» К. Сен-Санса (ц. 11), Третий фортепианный концерт (II часть) С. В. Рахманинова.